# جدول ارزش
در منطق، جدول ارزش یا جدول صحت یا جدول درستی (به انگلیسی: Truth table) به جدولی گفته می‌شود که در آن درستی و نادرستی گزاره‌ها درج گردد. منظور از درستی یا صدق در هر گزاره، مطابقت آن با واقع؛ و منظور از نادرستی یا کذب، عدم مطابقت آن با واقع است. هر گزارهٔ درست در این جدول‌ها با «د» یا «T» یا «۱» و هر گزارهٔ نادرست با «ن» یا «F» یا «۰» نشان داده می‌شود.

## عملگرهای یگانی (تک ورودی)

### همانی
عملگر همانی ورودی را بدون تغییر به خروجی می‌برد.
| {\displaystyle p} | {\displaystyle p} |
| ----------------- | ----------------- |
| د                 | د                 |
| ن                 | ن                 |

### نقیض
نقیض، عملگری است که هرگاه قضیه‌ای (گزاره‌ای) صادق و درست باشد، آن را به قضیه‌ای کاذب و نادرست تبدیل خواهد کرد. معمولاً نقیض گزارهٔ {\displaystyle p} را به شکل «{\displaystyle {\mathord {\sim }}p}» یا «{\displaystyle \neg p}» نشان می‌دهند که خوانده می‌شود: «نه {\displaystyle p}» یا «چنین نیست که {\displaystyle p}».
| {\displaystyle K} | {\displaystyle Q} |
| ----------------- | ----------------- |
| د                 | ن                 |
| ن                 | د                 |

## عملگرهای دودویی

### جدول درستی برای تمام توابع دودویی
در اینجا جدول عملگرهای دودویی برای ۱۶ تابع ممکن آمده‌است.
| P | Q | F | NOR | Xq | p¬ | ↛ | q¬ | XOR | NAND | AND | XNOR | q | IF/Then | p | Then/IF | OR | T |  |
| د | د | ن | ن   | ن  | ن  | ن | ن  | ن   | ن    | د   | د    | د | د       | د | د       | د  | د |  |
| د | ن | ن | ن   | ن  | ن  | د | د  | د   | د    | ن   | ن    | ن | ن       | د | د       | د  | د |  |
| ن | د | ن | ن   | د  | د  | ن | ن  | د   | د    | ن   | ن    | د | د       | ن | ن       | د  | د |  |
| ن | ن | ن | د   | ن  | د  | ن | د  | ن   | د    | ن   | د    | ن | د       | ن | د       | ن  | د |  |

کلید:
|    |     |      |                | نام عملگر               |
| -- | --- | ---- | -------------- | ----------------------- |
| 0  | Opq | F    | false          | تناقض                   |
| 1  | Xpq | NOR  | ↓              | نقیض فصلی               |
| 2  | Mpq | Xq   |                | Converse nonimplication |
| 3  | Fpq | Np   | p¬             | نقیض                    |
| 4  | Lpq | Xp   | ↛              | Material nonimplication |
| 5  | Gpq | Nq   | q¬             | نقیض                    |
| 6  | Jpq | XOR  | ⊕              | ترکیب فصلی ضمنی         |
| 7  | Dpq | NAND | ↑              | نقیض عطفی               |
| 8  | Kpq | AND  | ∧              | ترکیب عطفی              |
| 9  | Epq | XNOR | اگر و تنها اگر | نقیض فصلی ضمنی          |
| 10 | Hpq | q    |                | Projection function     |
| 11 | Cpq | XNp  | if/then        | ترکیب شرطی              |
| 12 | Ipq | p    |                | Projection function     |
| 13 | Bpq | XNq  | then/if        | ترکیب دوشرطی            |
| 14 | Apq | OR   | ∨              | ترکیب فصلی              |
| 15 | Vpq | T    | true           | راستگو                  |

### ترکیب عطفی (AND)
عملگری است که در آن دو قضیه به وسیلهٔ حرف عطف «و» باهم ترکیب می‌شوند. قضیهٔ حاصل از ترکیب عطفی درست خواهد بود؛ اگر و فقط اگر هر دوی قضایای ساده تشکیل‌دهندهٔ آن درست باشند. ترکیب عطفی {\displaystyle p} و {\displaystyle q} چنین نوشته می‌شود «{\displaystyle p\land q}».
| {\displaystyle p} | {\displaystyle q} | {\displaystyle p\land q} |
| ----------------- | ----------------- | ------------------------ |
| د                 | د                 | د                        |
| د                 | ن                 | ن                        |
| ن                 | د                 | ن                        |
| ن                 | ن                 | ن                        |

اگر هر دوی {\displaystyle p} و {\displaystyle q} درست باشند، ترکیب عطفی {\displaystyle p\land q} درست است؛ اگر یکی از قضایای {\displaystyle p} و {\displaystyle q} یا هر دو نادرست باشند، آنگاه ترکیب عطفی {\displaystyle p\land q} نادرست است.

### ترکیب فصلی (OR)
هرگاه دو قضیهٔ حملی ساده را با حرف «یا» ترکیب کنیم، قضیهٔ مرکب تشکیل شده را ترکیب فصلی می‌نامند. تنها وقتی قضیهٔ حاصل از ترکیب فصلی، نادرست خواهد بود که هر دو قضیهٔ تشکیل‌دهنده آن نادرست باشد. ترکیب فصلی را به‌صورت «{\displaystyle p\lor q}» یا «{\displaystyle p\ ||\ q}» یا «{\displaystyle p+q}» نشان می‌دهند، و خوانده می‌شود: «{\displaystyle p} یا {\displaystyle q}».
| {\displaystyle p} | {\displaystyle q} | {\displaystyle p\lor q} |
| ----------------- | ----------------- | ----------------------- |
| د                 | د                 | د                       |
| د                 | ن                 | د                       |
| ن                 | د                 | د                       |
| ن                 | ن                 | ن                       |

### ترکیب شرطی (IF)
در ترکیب شرطی به صدق قضیهٔ دوم در فرض صدق قضیهٔ اول و کذب قضیهٔ دوم حکم می‌شود. در ترکیب شرطی، قضیهٔ اول را مقدم و قضیهٔ دوم را تالی می‌گویند. ترکیب شرطی به‌صورت «{\displaystyle p\rightarrow q}» یا «{\displaystyle p\Rightarrow q}» نوشته می‌شود و خوانده می‌شود «اگر {\displaystyle p} آنگاه {\displaystyle q}» یا «{\displaystyle p} ایجاب می‌کند {\displaystyle q} را» یا «{\displaystyle p} نتیجه می‌دهد {\displaystyle q} را».
| {\displaystyle p} | {\displaystyle q} | {\displaystyle p\rightarrow q} |
| ----------------- | ----------------- | ------------------------------ |
| د                 | د                 | د                              |
| د                 | ن                 | ن                              |
| ن                 | د                 | د                              |
| ن                 | ن                 | د                              |

### ترکیب دو شرطی (IF AND ONLY IF)
ترکیب دوشرطی برابری منطقی است و از دو ترکیب شرطی تشکیل می‌شود، که مقدم و تالی یکی از آن‌ها، به ترتیب مقدم و تالی دیگری باشد. ارزش ترکیب دوشرطی درست خواهد بود، اگر و فقط اگر، هر دو قضیهٔ تشکیل‌دهندهٔ ترکیب دوشرطی صادق یا کاذب باشند. ترکیب دوشرطی نوشته می‌شود: {\displaystyle p\leftrightarrow q} یا {\displaystyle p\equiv q} و خوانده می‌شود: «اگر و فقط اگر {\displaystyle p} آنگاه {\displaystyle q}» یا «{\displaystyle q} شرط لازم و کافی است برای {\displaystyle p}».
| {\displaystyle p} | {\displaystyle q} | {\displaystyle p\leftrightarrow q} |
| ----------------- | ----------------- | ---------------------------------- |
| د                 | د                 | د                                  |
| د                 | ن                 | ن                                  |
| ن                 | د                 | ن                                  |
| ن                 | ن                 | د                                  |

### ترکیب فصلی ضمنی (XOR)
در ترکیب فصلی ضمنی، ارزش دو گزاره درست خواهد بود، اگر و فقط اگر یکی از اجزای آن درست باشد، و نه هر دوی آن. ترکیب فصلی ضمنی را با علامت {\displaystyle p\oplus q} نشان می‌دهند.
| {\displaystyle p} | {\displaystyle q} | {\displaystyle p\oplus q} |
| ----------------- | ----------------- | ------------------------- |
| د                 | د                 | ن                         |
| د                 | ن                 | د                         |
| ن                 | د                 | د                         |
| ن                 | ن                 | ن                         |

### عملگر NAND
این عملگر دو عمل‌وند دارد و فقط در حالتی نادرست است که هر دو عمل‌وند درست باشند.
آن را با {\displaystyle \uparrow } نشان می‌دهند.
| {\displaystyle p} | {\displaystyle q} | {\displaystyle p\uparrow q} |
| ----------------- | ----------------- | --------------------------- |
| د                 | د                 | ن                           |
| د                 | ن                 | د                           |
| ن                 | د                 | د                           |
| ن                 | ن                 | د                           |

این عملگر هم ارز با (p ∧ q)¬ و (p) ∨ (¬q¬) است.
| p | q | p ∧ q | (p ∧ q)¬ | p¬ | q¬ | (p) ∨ (¬q¬) |
| - | - | ----- | -------- | -- | -- | ----------- |
| د | د | د     | ن        | ن  | ن  | ن           |
| د | ن | ن     | د        | ن  | د  | د           |
| ن | د | ن     | د        | د  | ن  | د           |
| ن | ن | ن     | د        | د  | د  | د           |

### عملگر NOR
عملگر NOR دو عمل‌وند دارد و فقط در حالتی درست است که هر دو عمل‌وند نادرست باشند.
آن را با ↓ نشان می‌دهند.
| p | q | p ↓ q |
| - | - | ----- |
| د | د | ن     |
| د | ن | ن     |
| ن | د | ن     |
| ن | ن | د     |

این عملگر با (p ∨ q)¬ و (p) ∧ (¬q¬) هم‌ارز است.
| p | q | p ∨ q | (p ∨ q)¬ | p¬ | q¬ | (p) ∧ (¬q¬) |
| - | - | ----- | -------- | -- | -- | ----------- |
| د | د | د     | ن        | ن  | ن  | ن           |
| د | ن | د     | ن        | ن  | د  | ن           |
| ن | د | د     | ن        | د  | ن  | ن           |
| ن | ن | ن     | د        | د  | د  | د           |

## کاربرهای جدول درستی
از جدول درستی می‌توان برای اثبات روابط منطقی استفاده کرد؛ مثلاً:
| p | q | p¬ | p ∨ q¬ | p → q |
| - | - | -- | ------ | ----- |
| د | د | ن  | د      | د     |
| د | ن | ن  | ن      | ن     |
| ن | د | د  | د      | د     |
| ن | ن | د  | د      | د     |

### جدول درستی برای توابع پرکاربرد
در زیر جدول درستی برای ۶ تابع پرکاربرد آمده‌است.
| {\displaystyle P} | {\displaystyle Q} | {\displaystyle P\land Q} | {\displaystyle P\lor Q} | {\displaystyle P{\underline {\lor }}Q} | {\displaystyle P{\underline {\land }}Q} | {\displaystyle P\Rightarrow Q} | {\displaystyle P\Leftarrow Q} | {\displaystyle P\iff Q} |
| ----------------- | ----------------- | ------------------------ | ----------------------- | -------------------------------------- | --------------------------------------- | ------------------------------ | ----------------------------- | ----------------------- |
| د                 | د                 | د                        | د                       | ن                                      | د                                       | د                              | د                             | د                       |
| د                 | ن                 | ن                        | د                       | د                                      | ن                                       | ن                              | د                             | ن                       |
| ن                 | د                 | ن                        | د                       | د                                      | ن                                       | د                              | ن                             | ن                       |
| ن                 | ن                 | ن                        | ن                       | ن                                      | د                                       | د                              | د                             | د                       |

### کاربرد جدول درستی در مدارهای منطقی
در مدارهای منطقی از جدول درستی استفاده می‌کنند تا ارتباط ورودی و خروجی‌ها را به‌طور خلاصه و بدون استفاده از دروازه‌ها و کد نشان دهند.
برای مثال، جدول درستی برای جمع دو عدد باینری یک بیتی در زیر آمده‌است:
```
A B | C R
۱ ۱ | ۱ ۰
۱ ۰ | ۰ ۱
۰ ۱ | ۰ ۱
۰ ۰ | ۰ ۰

دراین‌جا

A = عملوند اول
B = عملوند دوم
C = نقلی (Carry)
R = جواب

```

توجه کنید که این جدول توابع لازم برای پیاده‌سازی را نشان نمی‌دهد و فقط ارتباط ورودی و خروجی را مشخص می‌کند.
در این حالت می‌توان آن را فقط برای ورودی‌های ساده و خروجی مانند ۱ و ۰ استفاده کرد و با افزایش تعداد ورودی و خروجی، اندازهٔ جدول افزایش می‌یابد.
مثال بالا را یک نیم جمع‌کننده می‌نامند. یک تمام جمع‌کننده علاوه بر ورودی‌های بالا، یک نقلی ورودی *C نیز دارد. جدول درستی آن به‌صورت زیر است:
```
A B C* | C R
۰ ۰ ۰ | ۰ ۰
۰ ۱ ۰ | ۰ ۱
۱ ۰ ۰ | ۰ ۱
۱ ۱ ۰ | ۱ ۰
۰ ۰ ۱ | ۰ ۱
۰ ۱ ۱ | ۱ ۰
۱ ۰ ۱ | ۱ ۰
۱ ۱ ۱ | ۱ ۱

C* = زقم نقلی وروردی

```